# 東京交番検査車両所
東京交番検査車両所（とうきょうこうばんけんさしゃりょうしょ）は、東京都品川区八潮にある東海旅客鉄道（JR東海）新幹線鉄道事業本部管轄の車両基地であり、交番検査を行っている。部内略称は東交両（とうこうりょう）。
品川駅より数キロ南東に位置し、品川駅（旧品川信号所）とは回送線でつながっている。同じ敷地内に事業所を持つ東京仕業検査車両所・東京修繕車両所とともに大井車両所とも呼ばれ、さらに大井保線所、大井電力所、大井信号通信所とともに新幹線大井基地とも呼ばれる。

## 歴史
- 1973年（昭和48年）9月1日：東京運転所大井支所発足。
- 1985年（昭和60年）10月1日：100系の営業運転開始。
- 1987年（昭和62年）4月1日：東海旅客鉄道新幹線運行本部東京第一運転所大井支所として再発足。
- 1988年（昭和63年）
  - 2月1日：新幹線運行本部が新幹線鉄道事業本部に改組。
  - 4月1日：東京第一運転所大井支所から東京第二車両所に改称。
- 1992年（平成4年）3月14日：300系の営業運転開始。
- 1999年（平成11年）
  - 3月18日：700系の営業運転開始。
  - 9月18日：0系の営業運転終了。
- 2003年（平成15年）9月16日：100系の営業運転終了。
- 2009年（平成21年）7月1日：車両所組織改編に伴い、東京第二車両所から分割・分離し、交番検査を行う車両所として発足。
- 2012年（平成24年）3月16日：300系の営業運転終了。
- 2020年（令和2年） 3月1日： 700系の営業運転終了[1][2][注 1]。

## 設備
2009年（平成21年）7月1日、車両所組織再編により設備管理部署が東京仕業検査車両所となる。
- 敷地面積：379,000m2（大井基地全体）
- 現業事務所（大井基地総合事務所棟、東京第一運輸所大井派出棟）
- 列車扱所（大井基地総合事務所）
- 検修倉庫
- 外託関係詰所
- 検修線（検修庫）：12線
- 着発線：38線
- 組替線：3線
- 臨修線（臨修庫）：1線
- 引上線：1線
- 事業用線（事業用庫）：1線
- 事業用留置線：1線
- 研削線：1線

## 配置車両の車体に記される略号
- 幹トウ…新幹線を意味する「幹」と、東京を意味する「トウ」から構成される。なお、車両所の再編以前は「幹トウ」は旧東京第一車両所の略号で、本所の前身の東京第二車両所は「幹トニ」（「トニ」はとうきょう だいにを意味する）だった。

## 配置車両
2021年4月1日現在の配置車両は以下のとおり。
- N700系電車 （976両）
  - 1000番台の16両編成26本[注 2]
  - 2000番台の16両編成35本[注 3]
- N700S系電車 （112両）
  - 0番台の16両編成6本[注 4]
  - 9000番台の16両編成1本（J0）[注 5]

- 923形電車（7両）
  - 0番台の7両編成1本（T4）